# Guillermo Marino
Guillermo Marino (2 de fevereiro de 1981, Los Surgentes, Argentina)  é um futebolista argentino que atua como volante. Atualmente, joga no Asociación Mutual Social y Deportiva Atlético de Rafaela, da primeira divisao argentina.

## Carreira

### Newell's Old Boys
Marino começou sua carreira no Newell's Old Boys em 2000, onde esteve por quatro temporadas, ajudando o time a conquistar o Torneio Apertura 2004. No primeiro semestre de 2004, o jogador não teve muitas oportunidades para atuar entre os titulares, só ganhando a vaga no segundo semestre, à mando do treinador Américo Gallego, para assim ajudar a equipe a ser campeã, mostrando-se ser a grande revelação da competição. Graças ao desempenho, Marino chamou a atenção de diversos clubes da Europa.

### Boca Juniors
Após um conflito contratual que o deixou seis meses sem jogar pelo Newell's Old Boys, o jogador foi contratado pelo Boca Juniors, clube pelo qual conquistou títulos expressivos em apenas dois anos no clube xeneize, como a Copa Libertadores, a Copa Sul-Americana, entre outros.

### Tigres UANL
Em 2007, Marino chegou por empréstimo ao Tigres UANL à pedidos do mesmo Américo Gallego, com quem fora campeão pelo Newell's Old Boys. No México, o argentino conquistou dois titulos internacionais de caráter amistoso: A Série Mundial de Futebol e a Dallas Cup, ambos em 2007. Marino foi peça importante no funcionamento da equipe no Torneio Clausura 2008. Uma de suas partidas mais notáveis foi contra o Morelia, onde marcou dois gols e ajudou a equipe a se classificar para a Liga.

### Retorno ao Boca Juniors
Em junho de 2009, Marino voltou ao Boca Juniors. Em sua primeira partida pelo Torneio Clausura 2009 contra o Argentinos Juniors, o jogador entrou no segundo tempo e marcou dois gols e evitou a derrota do Boca Juniors na partida que terminou 2x2.

## Estatísticas
Até 26 de fevereiro de 2012.

### Clubes
| Clube                | Temporada         | Campeonato nacional | Campeonato nacional | Copa nacional[a] | Copa nacional[a] | Competições continentais[b] | Competições continentais[b] | Outros torneios[c] | Outros torneios[c] | Total | Total |
| Clube                | Temporada         | Jogos               | Gols                | Jogos            | Gols             | Jogos                       | Gols                        | Jogos              | Gols               | Jogos | Gols  |
| -------------------- | ----------------- | ------------------- | ------------------- | ---------------- | ---------------- | --------------------------- | --------------------------- | ------------------ | ------------------ | ----- | ----- |
| Newell's Old Boys    | 2000-01           | 0                   | 0                   | 0                | 0                | —                           | —                           | —                  | —                  | 0     | 0     |
| Newell's Old Boys    | 2001-02           | 0                   | 0                   | 0                | 0                | —                           | —                           | —                  | —                  | 0     | 0     |
| Newell's Old Boys    | 2002-03           | 0                   | 0                   | 0                | 0                | —                           | —                           | —                  | —                  | 0     | 0     |
| Newell's Old Boys    | 2003-04           | 0                   | 0                   | 0                | 0                | —                           | —                           | —                  | —                  | 0     | 0     |
| Newell's Old Boys    | 2004-05           | 0                   | 0                   | 0                | 0                | 0                           | 0                           | —                  | —                  | 0     | 0     |
| Newell's Old Boys    | Total             | 0                   | 0                   | 0                | 0                | 0                           | 0                           | —                  | —                  | 0     | 0     |
| Boca Juniors         | 2004-05           | 0                   | 0                   | 0                | 0                | 0                           | 0                           | —                  | —                  | 0     | 0     |
| Boca Juniors         | 2005-06           | 0                   | 0                   | 0                | 0                | 0                           | 0                           | —                  | —                  | 0     | 0     |
| Boca Juniors         | 2006-07           | 0                   | 0                   | 0                | 0                | 0                           | 0                           | —                  | —                  | 0     | 0     |
| Boca Juniors         | Total             | 0                   | 0                   | 0                | 0                | 0                           | 0                           | —                  | —                  | 0     | 0     |
| Tigres UANL          | 2007-08           | 0                   | 0                   | 0                | 0                | —                           | —                           | —                  | —                  | 0     | 0     |
| Tigres UANL          | 2008-09           | 0                   | 0                   | 0                | 0                | 0                           | 0                           | —                  | —                  | 0     | 0     |
| Tigres UANL          | Total             | 0                   | 0                   | 0                | 0                | 0                           | 0                           | —                  | —                  | 0     | 0     |
| Boca Juniors         | 2009-10           | 0                   | 0                   | 0                | 0                | —                           | —                           | 0                  | 0                  | 0     | 0     |
| Boca Juniors         | Total             | 0                   | 0                   | 0                | 0                | —                           | —                           | 0                  | 0                  | 0     | 0     |
| Universidad de Chile | 2010              | 12                  | 0                   | 0                | 0                | 1                           | 0                           | —                  | —                  | 13    | 0     |
| Universidad de Chile | 2011              | 33                  | 2                   | 2                | 0                | 6                           | 0                           | —                  | —                  | 41    | 2     |
| Universidad de Chile | 2012              | 31                  | 3                   | 10               | 2                | 8                           | 0                           | —                  | —                  | 49    | 5     |
| Universidad de Chile | 2013              | 13                  | 0                   | 0                | 0                | 5                           | 1                           | —                  | —                  | 18    | 1     |
| Universidad de Chile | Total             | 89                  | 5                   | 12               | 2                | 20                          | 1                           | —                  | —                  | 121   | 8     |
| Total na carreira    | Total na carreira | 89                  | 5                   | 12               | 2                | 20                          | 1                           | 0                  | 0                  | 121   | 8     |

- a. ^ Jogos da Copa Chile
- b. ^ Jogos da Copa Sul-Americana, Copa Libertadores e SuperLiga Norte-Americana
- c. ^ Jogos do Jogo amistoso

## Titulos
Newell's Old Boys
- Campeonato Argentino: 2004 (Apertura)

Boca Juniors
- Campeonato Argentino: 2005 (Apertura) e 2006 (Clausura)
- Copa Sul-Americana: 2005 e 2006
- Recopa Sul-Americana: 2005
- Copa Libertadores: 2007[1]

Tigres UANL
- Série Mundial de Futebol: 2007
- Dallas Cup: 2007

Universidad de Chile
- Campeonato Chileno: 2011 (Apertura) e 2011 (Clausura)
- Copa Sul-Americana: 2011

 Título invicto